# 1649
1649. је била проста година.

## Догађаји
- Википедија:Непознат датум — Српски устанци у Херцеговини  (1648—1649) Завршава се устанак српског народа у Херцеговини против османског окупатора без већих успеха.

### Јануар
- 30. јануар — у Лондону због издаје погубљен енглески краљ Чарлс I после пораза његових снага у грађанском рату с републиканским снагама Оливера Кромвела.

### Мај
- 19. мај — Дуги парламент је усвојио закон којим је Енглеска проглашена комонвелтом и остаће република наредних 11 година.

### Август
- 17. август — Закључен Споразум у Збориву.

## Нобелове награде
- Википедија:Непознат датум — Физика -
- Википедија:Непознат датум — Хемија -
- Википедија:Непознат датум — Медицина -
- Википедија:Непознат датум — Књижевност -
- Википедија:Непознат датум — Мир -